# Marcel Koller
Marcel Martin Koller (Zúrich, Suiza, 11 de noviembre de 1960) es un entrenador y exjugador de fútbol suizo. Actualmente sin club.

## Carrera como jugador
Marcel Koller comenzó su carrera como jugador en el FC Schwamendingen después fue traspasado al Grasshopper Club Zúrich donde desarrolló la mayor parte de su carrera futbolística. En esos 24 años ganó siete campeonatos suizos y cinco copas suizas. Koller fue convocado 56 veces por la Selección de fútbol de Suiza logrando anotar 3 goles. También formó parte de la Selección suiza en la Eurocopa de 1996.

## Carrera como entrenador

### En Suiza
Koller comenzó su carrera como entrenador en el club suizo FC Wil en la temporada 1997/98 donde no tuvo una buena campaña, dirigió el club a un lugar de promoción en la Swiss Challenge League. En enero de 1999 fue traspasado al FC St. Gallen de la Súper Liga Suiza. Un año después, el club ganó su primer campeonato durante casi 100 años. También a nivel europeo, el FC St Gallen celebraría éxitos: en la UEFA Champions League, el equipo suizo lograría vencer y eliminar al el FC Chelsea de la competición. Koller fue elegido como mejor entrenador suizo del año 2000.
El 9 de enero de 2002, acudió a su viejo equipo, Grasshopper Club Zürich. Koller logró ganar su segundo campeonato como entrenador en la temporada 2003. Después de no clasificar para la Liga de Campeones (contra AEK 1-0 / 1-3) y tener una racha perdedora en la liga, finalmente renunció el 3 de octubre de 2003.

### FC Köln
El siguiente paso de su carrera fue pasar a la Bundesliga. La primera estancia de Koller en Alemania. Koller tomó al club en una posición desesperada y no pudo mejorar el nivel del club. En su término, el club solo ganó cuatro partidos y finalmente descendió a la Segunda Bundesliga. Durante este período, dio a los jóvenes talentos la oportunidad de debutar en el más alto nivel. El ejemplo más destacado es el internacional alemán Lukas Podolski. 1. FC Köln terminó en la última posición. Koller fue despedido después de que terminó la temporada.

### VfL Bochum
El 23 de mayo de 2005, Marcel Koller dirigió al equipo alemán VfL Bochum. El club había descendido a la Segunda Bundesliga en la anterior temporada. Koller tuvo el desafío de llevar al club directamente al nivel más alto. Ya cinco partidos antes del final de la temporada VfL Bochum estaba seguro de su regreso a la primera Bundesliga.
El objetivo de la temporada 2006/07 era permanecer en la Bundesliga. VfL Bochum no comenzó muy bien y muchos seguidores exigieron el despido del entrenador. Pero la junta mantuvo la confianza en el entrenador y el contrato de Koller incluso se extendió en ese período difícil. VfL Bochum compró algunos jugadores nuevos en las vacaciones de invierno y comenzó una racha ganadora. Lo más destacado fueron dos memorables victorias en casa contra su archirrival Borussia Dortmund (2-0) y FC Schalke 04 . (2-1). Bochum incluso tuvo una racha ganadora de cuatro victorias seguidas fuera de casa al final de la temporada, un nuevo récord del club. Ya dos rondas para el final de la temporada VfL Bochumestaba seguro de sobrevivir en la Bundesliga. Finalmente, el club terminó en el octavo lugar, la tercera mejor temporada para Bochum.
El VfL Bochum perdió tres jugadores importantes en el receso de verano de 2007, por lo que la mayoría de los observadores eran bastante escépticos sobre el club en la próxima temporada. Pero el club jugó una temporada sólida y terminó, sin demasiados problemas de descenso, en el centro del campo. Sin embargo, al comienzo de la temporada 2008/09, Koller definió 45 puntos como objetivo. Sorprendentemente, Bochum no tuvo que vender jugadores clave e incluso pudo permitirse algunas transferencias relativamente espectaculares. Con el regreso de los exjugadores clave Paul Freier y Vahid Hashemian , y la compra de los talentos Daniel Fernandes y el internacional austríaco Christian FuchsKoller llamó a su equipo el mejor equipo que tuvo en Bochum. Sin embargo, el club entró en problemas de descenso y podría salvarse más tarde en la temporada. Al final el Bochum finalizó 14.º en esa temporada. De nuevo, muchos partidarios preguntaron durante la temporada por el despido del entrenador. Especialmente el lanzamiento del complaciente público Tomasz Zdebel en las vacaciones de invierno causó muchas fricciones con los fanáticos.
Debido a los resultados relativamente malos en la temporada anterior, comenzó una gran presión en la temporada 2009-10. Con solo cuatro puntos de los primeros seis partidos, VfL Bochum empezó de nuevo bastante decepcionante y la presión pública creció continuamente. Después de una derrota 2-3 en casa ante el FSV Mainz más de dos mil partidarios se reunieron en el estadio para exigir su despido. Como reacción el 20 de septiembre de 2009, Koller fue despedido como entrenador del VfL Bochum.

### Selección de Austria
El 4 de octubre de 2011, Koller fue nombrado nuevo entrenador de la selección nacional de Austria. Koller comenzó oficialmente el 1 de noviembre de 2011. Dirigió a Austria cuando llegó por primera vez a la fase final de una Eurocopa por los grupos de clasificación (la única participación anterior en una fase final fue en 2008 como coanfitrión). En 2016, la selección nacional alcanzó su posición más alta (décima) en la Clasificación mundial de la FIFA.

### FC Basel
Desde agosto de 2018 hasta agosto de 2020, Koller fue el entrenador del FC Basel, donde ganó la Copa de Suiza 2018-19.

### Al Ahly
El 9 de septiembre de 2022, Koller firmó un contrato de dos años con el club egipcio Al Ahly. El 28 de octubre de 2022, ganó su primer título después de vencer al Zamalek por 2-0 en la Supercopa de Egipto 2021-22 en el Estadio Hazza bin Zayed en Abu Dhabi, Emiratos Árabes Unidos.En junio de 2024, obtuvo la Liga de Campeones de la CAF tras vencer al Wydad AC por 3-2 en el global. Un mes después, el 15 de julio, su club triunfó en la Liga Premier de Egipto 2022-23 y terminó la temporada con una sola derrota. Un año más tarde, revalidó la Liga de Campeones luego de derrotar al Espérance de Tunis. En abril de 2025, fue relevado de sus funciones después de la eliminación en semifinales de la Liga de Campeones de la CAF.

## Clubes

### Como entrenador
| Club                 | País     | Año       |
| -------------------- | -------- | --------- |
| Wil                  | Suiza    | 1997-1998 |
| St. Gallen           | Suiza    | 1999-2002 |
| Grasshopper          | Suiza    | 2002-2003 |
| Köln                 | Alemania | 2003-2004 |
| VfL Bochum           | Alemania | 2005-2009 |
| Selección de Austria | Austria  | 2011-2017 |
| Basilea              | Suiza    | 2018-2020 |
| Al Ahly              | Egipto   | 2022-2025 |

## Estadísticas como entrenador

### Clubes
| Equipo                | Div.         | Temporada    | Liga | Liga | Liga | Liga | Liga |    | Copa | Copa | Copa | Copa |    | Internacional | Internacional | Internacional | Internacional | Internacional |   | Otros | Otros | Otros | Otros |     | Totales     | Totales | Totales | Totales | Totales | Totales | Totales | Totales |
| Equipo                | Div.         | Temporada    | PD   | G    | E    | P    | Pos. | PD | G    | E    | P    | PD   | G  | E             | P             | Pos.          | PD            | G             | E | P     | PD    | G     | E     | P   | Rendimiento | GF      | GC      | Dif.    |         |         |         |         |
| --------------------- | ------------ | ------------ | ---- | ---- | ---- | ---- | ---- | -- | ---- | ---- | ---- | ---- | -- | ------------- | ------------- | ------------- | ------------- | ------------- | - | ----- | ----- | ----- | ----- | --- | ----------- | ------- | ------- | ------- | ------- | ------- | ------- | ------- |
| Wil · Suiza           | 2.ª          | 1997-98      | 36   | 12   | 15   | 9    | 7.º  | 5  | 3    | 1    | 1    | -    | -  | -             | -             | -             | -             | -             | - | -     | 41    | 15    | 16    | 10  | 49.6%       | 63      | 49      | +14     |         |         |         |         |
| Wil · Suiza           | Total        | Total        | 36   | 12   | 15   | 9    | -    | 5  | 3    | 1    | 1    | -    | -  | -             | -             | -             | -             | -             | - | -     | 41    | 15    | 16    | 10  | 49.6%       | 63      | 49      | +14     |         |         |         |         |
| St. Gallen · Suiza    | 1.ª          | 1998-99      | 14   | 2    | 4    | 8    | 8.º  | 1  | 0    | 0    | 1    | -    | -  | -             | -             | -             | -             | -             | - | -     | 15    | 2     | 4     | 9   | 22.22%      | 13      | 26      | -13     |         |         |         |         |
| St. Gallen · Suiza    | 1.ª          | 1999-00      | 36   | 22   | 10   | 4    | 1.º  | 3  | 2    | 0    | 1    | -    | -  | -             | -             | -             | -             | -             | - | -     | 39    | 24    | 10    | 5   | 70.09%      | 82      | 42      | +40     |         |         |         |         |
| St. Gallen · Suiza    | 1.ª          | 2000-01      | 36   | 17   | 9    | 10   | 3.º  | 4  | 3    | 0    | 1    | 6    | 1  | 2             | 3             | 2ªR           | -             | -             | - | -     | 46    | 21    | 11    | 14  | 53.62%      | 86      | 58      | +28     |         |         |         |         |
| St. Gallen · Suiza    | 1.ª          | 2001-02      | 22   | 9    | 8    | 5    | Inc. | 1  | 0    | 0    | 1    | 6    | 3  | 1             | 2             | 2ªR           | -             | -             | - | -     | 29    | 12    | 9     | 8   | 51.72%      | 49      | 44      | -5      |         |         |         |         |
| St. Gallen · Suiza    | Total        | Total        | 108  | 50   | 31   | 27   | -    | 9  | 5    | 0    | 4    | 12   | 4  | 3             | 5             | -             | -             | -             | - | -     | 129   | 59    | 34    | 36  | 54.53%      | 230     | 170     | +60     |         |         |         |         |
| Grasshopper · Suiza   | 1.ª          | 2001-02      | 14   | 7    | 5    | 2    | 2.º  | 1  | 0    | 0    | 1    | -    | -  | -             | -             | -             | -             | -             | - | -     | 15    | 7     | 5     | 3   | 57.78%      | 29      | 19      | +10     |         |         |         |         |
| Grasshopper · Suiza   | 1.ª          | 2002-03      | 36   | 24   | 9    | 3    | 1.º  | 4  | 3    | 1    | 0    | 4    | 1  | 1             | 2             | 2ªR           | -             | -             | - | -     | 44    | 28    | 11    | 5   | 71.97%      | 113     | 51      | +62     |         |         |         |         |
| Grasshopper · Suiza   | 1.ª          | 2003-04      | 12   | 3    | 1    | 8    | Inc. | 1  | 1    | 0    | 0    | 3    | 1  | 1             | 1             | Inc.          | -             | -             | - | -     | 16    | 5     | 2     | 9   | 35.42%      | 21      | 32      | -11     |         |         |         |         |
| Grasshopper · Suiza   | Total        | Total        | 62   | 34   | 15   | 13   | -    | 6  | 4    | 1    | 1    | 7    | 2  | 2             | 3             | -             | -             | -             | - | -     | 75    | 40    | 18    | 17  | 61.33%      | 163     | 102     | +61     |         |         |         |         |
| Köln · Alemania       | 1.ª          | 2003-04      | 23   | 4    | 4    | 15   | 18.º | 1  | 0    | 1    | 0    | -    | -  | -             | -             | -             | -             | -             | - | -     | 24    | 4     | 5     | 15  | 23.61%      | 24      | 40      | -16     |         |         |         |         |
| Köln · Alemania       | Total        | Total        | 23   | 4    | 4    | 15   | -    | 1  | 0    | 1    | 0    | -    | -  | -             | -             | -             | -             | -             | - | -     | 24    | 4     | 5     | 15  | 23.61%      | 24      | 40      | -16     |         |         |         |         |
| VfL Bochum · Alemania | 2.ª          | 2005-06      | 34   | 19   | 9    | 6    | 1.º  | 2  | 1    | 0    | 1    | -    | -  | -             | -             | -             | -             | -             | - | -     | 36    | 20    | 9     | 7   | 63.89%      | 61      | 30      | +31     |         |         |         |         |
| VfL Bochum · Alemania | 1.ª          | 2006-07      | 34   | 13   | 6    | 15   | 8.º  | 3  | 2    | 0    | 1    | -    | -  | -             | -             | -             | -             | -             | - | -     | 37    | 15    | 6     | 16  | 45.95%      | 55      | 57      | -2      |         |         |         |         |
| VfL Bochum · Alemania | 1.ª          | 2007-08      | 34   | 10   | 11   | 13   | 12.º | 2  | 1    | 0    | 1    | -    | -  | -             | -             | -             | -             | -             | - | -     | 36    | 11    | 11    | 14  | 40.75%      | 51      | 57      | -6      |         |         |         |         |
| VfL Bochum · Alemania | 1.ª          | 2008-09      | 34   | 7    | 11   | 16   | 14.º | 2  | 0    | 1    | 1    | -    | -  | -             | -             | -             | -             | -             | - | -     | 36    | 7     | 12    | 17  | 30.55%      | 39      | 57      | -18     |         |         |         |         |
| VfL Bochum · Alemania | 1.ª          | 2009-10      | 6    | 1    | 1    | 4    | Inc. | 1  | 1    | 0    | 0    | -    | -  | -             | -             | -             | -             | -             | - | -     | 7     | 2     | 1     | 4   | 33.33%      | 8       | 14      | -6      |         |         |         |         |
| VfL Bochum · Alemania | Total        | Total        | 142  | 50   | 38   | 54   | -    | 10 | 5    | 1    | 4    | -    | -  | -             | -             | -             | -             | -             | - | -     | 152   | 55    | 39    | 58  | 44.73%      | 214     | 215     | -1      |         |         |         |         |
| Basilea · Suiza       | 1.ª          | 2018-19      | 34   | 20   | 10   | 4    | 2.º  | 6  | 6    | 0    | 0    | 4    | 3  | 0             | 1             | 4ªR           | -             | -             | - | -     | 44    | 29    | 10    | 5   | 73.49%      | 94      | 52      | +42     |         |         |         |         |
| Basilea · Suiza       | 1.ª          | 2019-20      | 36   | 18   | 8    | 10   | 3.º  | 6  | 5    | 0    | 1    | 15   | 9  | 1             | 5             | 1/4           | -             | -             | - | -     | 57    | 32    | 9     | 16  | 61.4%       | 120     | 62      | +58     |         |         |         |         |
| Basilea · Suiza       | Total        | Total        | 70   | 38   | 18   | 14   | -    | 12 | 11   | 0    | 1    | 19   | 12 | 1             | 6             | -             | -             | -             | - | -     | 101   | 61    | 19    | 21  | 66.67%      | 214     | 114     | +100    |         |         |         |         |
| Al Ahly · Egipto      | 1.ª          | 2021-22      | -    | -    | -    | -    | -    | 3  | 2    | 1    | 0    | -    | -  | -             | -             | -             | 5             | 3             | 0 | 2     | 8     | 5     | 1     | 2   | 66.67%      | 15      | 11      | +4      |         |         |         |         |
| Al Ahly · Egipto      | 1.ª          | 2022-23      | 34   | 25   | 8    | 1    | 1.º  | 4  | 4    | 0    | 0    | 14   | 9  | 3             | 2             | 1.º           | 2             | 1             | 0 | 1     | 54    | 39    | 11    | 4   | 79.01%      | 99      | 25      | +74     |         |         |         |         |
| Al Ahly · Egipto      | 1.ª          | 2023-24      | 34   | 27   | 4    | 3    | 1.º  | 3  | 2    | 0    | 1    | 18   | 9  | 8             | 1             | 1.º           | 5             | 4             | 0 | 1     | 60    | 42    | 12    | 6   | 76.67%      | 113     | 43      | +70     |         |         |         |         |
| Al Ahly · Egipto      | 1.ª          | 2024-25      | 19   | 11   | 7    | 1    | Inc. | 3  | 0    | 0    | 3    | 12   | 7  | 3             | 2             | 1/2           | 5             | 2             | 3 | 0     | 39    | 20    | 13    | 6   | 62.39%      | 62      | 29      | +33     |         |         |         |         |
| Al Ahly · Egipto      | Total        | Total        | 87   | 63   | 19   | 5    | -    | 13 | 8    | 1    | 4    | 44   | 25 | 14            | 5             | -             | 17            | 10            | 3 | 4     | 161   | 106   | 37    | 18  | 73.5%       | 289     | 108     | +181    |         |         |         |         |
| Total clubes          | Total clubes | Total clubes | 527  | 250  | 140  | 137  | -    | 56 | 36   | 5    | 15   | 83   | 44 | 20            | 19            | -             | 17            | 10            | 3 | 4     | 683   | 340   | 168   | 175 | 57.98%      | 1197    | 798     | +399    |         |         |         |         |
| 1. 2. 3.              |              |              |      |      |      |      |      |    |      |      |      |      |    |               |               |               |               |               |   |       |       |       |       |     |             |         |         |         |         |         |         |         |

### Selección
| Austria             | 2011                | -   | -   | -   | -   | - | -  | -  | -  | -  | -  | -  | -  | -  | -  | 1  | 0  | 0 | 1  | 1   | 0   | 0   | 1   | 0%     | 1    | 2   | -1   |
| Austria             | 2012                | -   | -   | -   | -   | - | 3  | 1  | 1  | 1  | -  | -  | -  | -  | -  | 5  | 3  | 1 | 1  | 8   | 4   | 2   | 2   | 58.33% | 13   | 8   | +5   |
| Austria             | 2013                | -   | -   | -   | -   | - | 7  | 4  | 1  | 2  | -  | -  | -  | -  | -  | 3  | 1  | 0 | 2  | 10  | 5   | 1   | 4   | 53.33% | 17   | 12  | +5   |
| Austria             | 2014                | -   | -   | -   | -   | - | 4  | 3  | 1  | 0  | -  | -  | -  | -  | -  | 4  | 1  | 2 | 1  | 8   | 4   | 3   | 1   | 62.5%  | 10   | 7   | +3   |
| Austria             | 2015                | -   | -   | -   | -   | - | 6  | 6  | 0  | 0  | -  | -  | -  | -  | -  | 2  | 0  | 1 | 1  | 8   | 6   | 1   | 1   | 79.17% | 19   | 6   | +13  |
| Austria             | 2016                | -   | -   | -   | -   | - | 4  | 1  | 1  | 2  | 3  | 0  | 1  | 2  | FG | 5  | 2  | 1 | 2  | 12  | 3   | 3   | 6   | 33.33% | 12   | 17  | -5   |
| Austria             | 2017                | -   | -   | -   | -   | - | 6  | 3  | 2  | 1  | -  | -  | -  | -  | -  | 1  | 0  | 1 | 0  | 7   | 3   | 3   | 1   | 57.15% | 9    | 6   | +3   |
| Total selección     | Total selección     | -   | -   | -   | -   | - | 30 | 18 | 6  | 6  | 3  | 0  | 1  | 2  | -  | 21 | 7  | 6 | 8  | 54  | 25  | 13  | 16  | 54.32% | 81   | 58  | +23  |
| Total en su carrera | Total en su carrera | 527 | 250 | 140 | 137 | - | 86 | 54 | 11 | 21 | 86 | 44 | 21 | 21 | -  | 38 | 17 | 9 | 12 | 737 | 365 | 181 | 191 | 57.72% | 1278 | 856 | +422 |

### Resumen por competiciones
| Competición                      | Partidos | Ganados | Empatados | Perdidos | %      | Resultado        |
| Clubes                           | Clubes   | Clubes  | Clubes    | Clubes   | Clubes | Clubes           |
| -------------------------------- | -------- | ------- | --------- | -------- | ------ | ---------------- |
| Challenge League                 | 36       | 12      | 15        | 9        | 47.22% | 7.º lugar        |
| Superliga de Suiza               | 240      | 122     | 64        | 54       | 59.72% | Campeón          |
| Copa de Suiza                    | 32       | 23      | 2         | 7        | 73.96% | Campeón          |
| 2. Bundesliga                    | 34       | 19      | 9         | 6        | 64.7%  | Campeón          |
| Bundesliga                       | 131      | 35      | 33        | 63       | 35.12% | 8.º lugar        |
| Copa de Alemania                 | 11       | 5       | 2         | 4        | 51.51% | Octavos de final |
| Liga Premier de Egipto           | 87       | 63      | 19        | 5        | 79.69% | Campeón          |
| Copa de Egipto                   | 10       | 8       | 1         | 1        | 83.33% | Campeón          |
| Copa de la Liga de Egipto        | 3        | 0       | 0         | 3        | 0%     | Fase de grupos   |
| Supercopa de Egipto              | 7        | 5       | 2         | 0        | 80.95% | Campeón          |
| Liga de Campeones de la UEFA     | 8        | 2       | 1         | 5        | 29.17% | Tercera ronda    |
| Liga Europa de la UEFA           | 30       | 16      | 5         | 9        | 58.89% | Cuartos de final |
| Liga de Campeones de la CAF      | 40       | 25      | 11        | 4        | 71.67% | Campeón          |
| Liga Africana de Fútbol          | 4        | 0       | 3         | 1        | 25%    | Semifinales      |
| Supercopa de la CAF              | 1        | 0       | 0         | 1        | 0%     | Subcampeón       |
| Mundial de Clubes de la FIFA     | 7        | 4       | 0         | 3        | 57.14% | 3.er lugar       |
| Copa Intercontinental de la FIFA | 2        | 1       | 1         | 0        | 66.67% | Campeón          |
| Total clubes                     | 683      | 340     | 168       | 175      | 57.98% | 15 Títulos       |
| Selección                        |          |         |           |          |        |                  |
| Clasificatorias Eurocopa         | 10       | 9       | 1         | 0        | 93.33% | Clasificado      |
| Eurocopa                         | 3        | 0       | 1         | 2        | 11.11% | Fase de grupos   |
| Clasificatorias Mundial          | 20       | 9       | 5         | 6        | 53.33% | No clasificó     |
| Amistosos                        | 21       | 7       | 6         | 8        | 42.85% | +7 PG            |
| Total selección                  | 54       | 25      | 13        | 16       | 54.32% | Sin Títulos      |
| Total en su carrera              | 737      | 365     | 181       | 191      | 57.72% | 15 Títulos       |

## Palmarés

### Como entrenador

#### Campeonatos nacionales
| Título              | Club        | País     | Año  |
| ------------------- | ----------- | -------- | ---- |
| Superliga de Suiza  | St. Gallen  | Suiza    | 2000 |
| Superliga de Suiza  | Grasshopper | Suiza    | 2003 |
| 2. Bundesliga       | VfL Bochum  | Alemania | 2006 |
| Copa de Suiza       | Basilea     | Suiza    | 2019 |
| Supercopa de Egipto | Al Ahly     | Egipto   | 2021 |
| Copa de Egipto      | Al Ahly     | Egipto   | 2022 |
| Supercopa de Egipto | Al Ahly     | Egipto   | 2022 |
| Liga Premier        | Al Ahly     | Egipto   | 2023 |
| Supercopa de Egipto | Al Ahly     | Egipto   | 2023 |
| Copa de Egipto      | Al Ahly     | Egipto   | 2023 |
| Liga Premier        | Al Ahly     | Egipto   | 2024 |
| Supercopa de Egipto | Al Ahly     | Egipto   | 2024 |

#### Campeonatos internacionales
| Título                               | Club    | Sede       | Año     |
| ------------------------------------ | ------- | ---------- | ------- |
| Liga de Campeones de la CAF          | Al Ahly | Casablanca | 2022-23 |
| Liga de Campeones de la CAF          | Al Ahly | El Cairo   | 2023-24 |
| Copa África-Asia-Pacífico de la FIFA | Al Ahly | El Cairo   | 2024    |